# Organisation du traité de l'Asie du Sud-Est
L'Organisation du traité de l'Asie du Sud-Est (OTASE ou pacte de Manille ; « Southeast Asia Treaty Organization » ou « SEATO » en anglais), mise en place entre 1954 et 1977, était un pacte militaire pro-occidental, regroupant la Thaïlande et les Philippines — deux pays de l'Asie du Sud-Est non communistes — et des États d'autres régions du monde — États-Unis, France, Royaume-Uni, Pakistan, Nouvelle-Zélande, Australie — ayant des intérêts dans celle-ci dans le but de lutter contre l'influence communiste.

## Historique

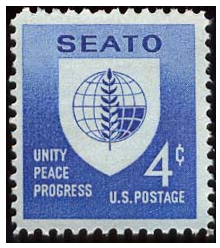
Timbre postal américain de 1960 avec l'emblème de l'OTASE.

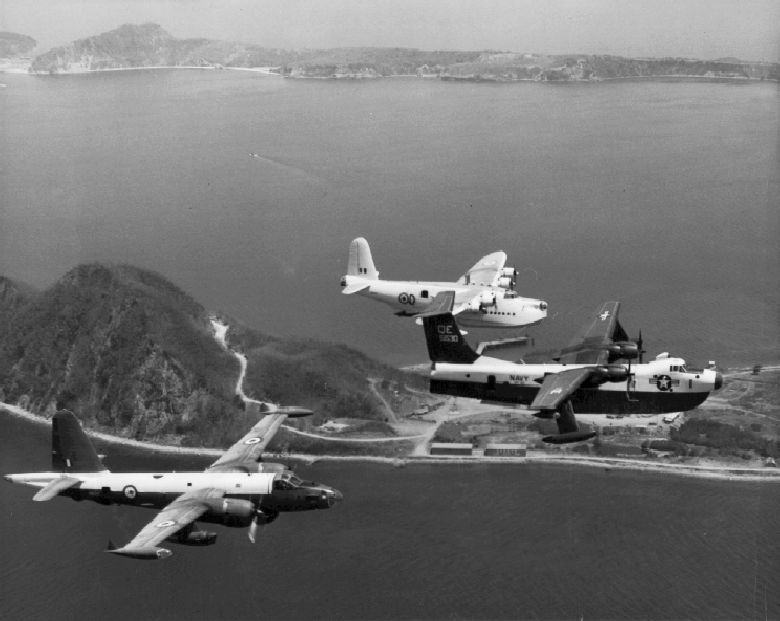
Avions de patrouille maritime Lockheed SP-2H Neptune australien, P-5B Marlin américain, et Short Sunderland MR.5 néo-zélandais lors d'exercices de l'OTASE en 1963 dans la baie de Manille.

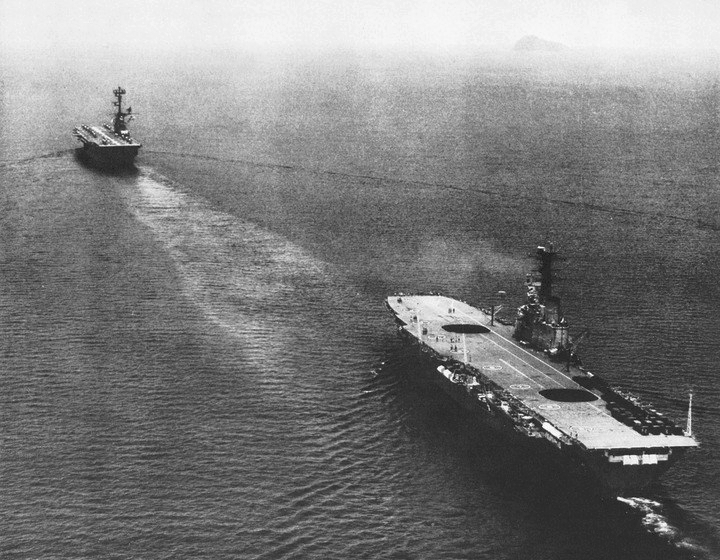
Les porte-hélicoptères australien et américain USS Valley Forge (LPH-8) durant des manœuvres de l’OTASE en mai 1964.

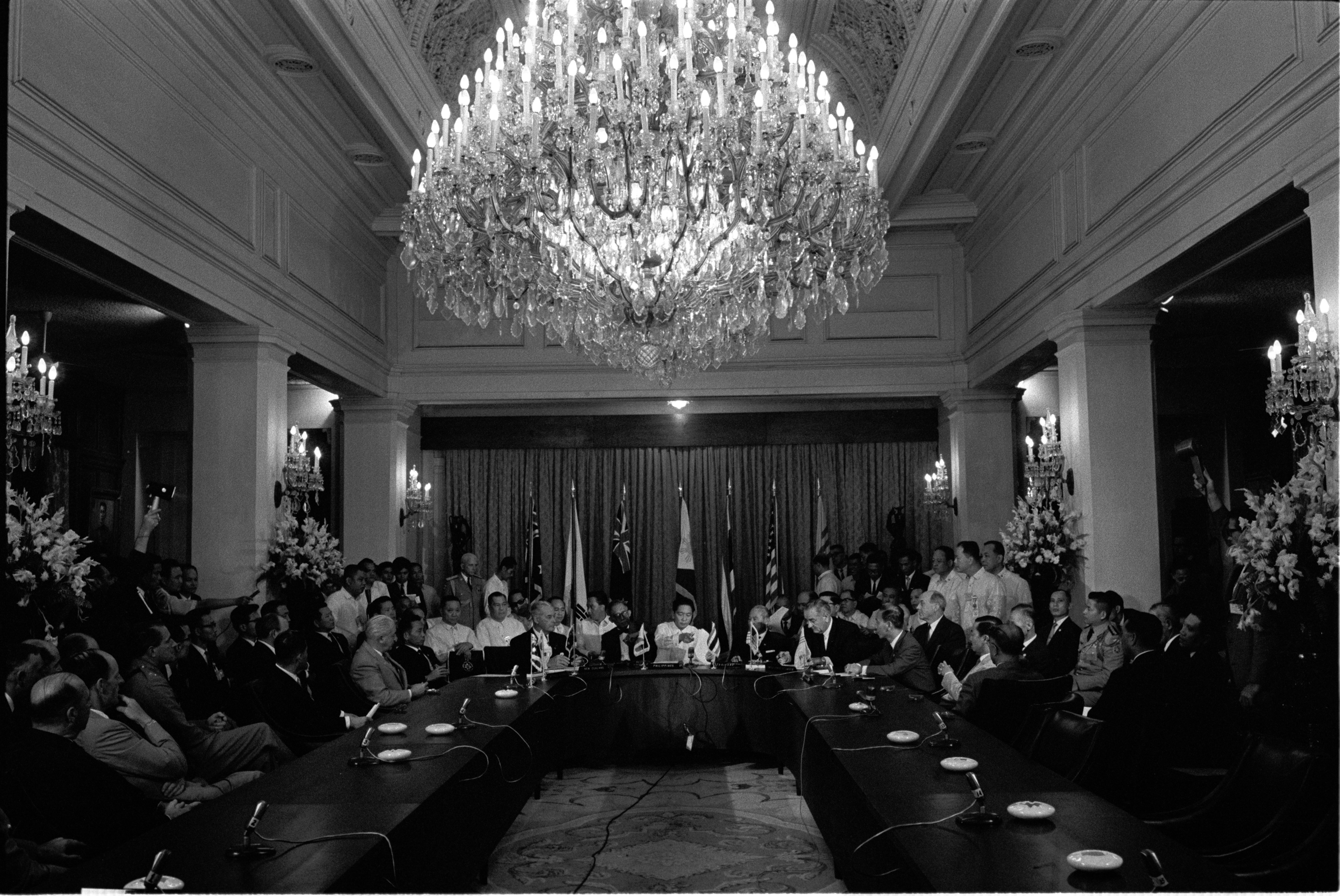
Conférence de l'OTASE à Manille en 1966 présidée par Ferdinand Marcos.

L'OTASE a été créée le 8 septembre 1954, à l'initiative des États-Unis, dans le contexte de la guerre froide et de la pactomanie américaine, dans le cadre du pacte de défense collective de l'Asie du Sud-Est lors de la conférence de Manille débutant le 6 septembre. Le traité rend possible le règlement pacifique des litiges ou conflits entre pays membres, donne force aux institutions existantes en instituant une coopération économique et technique, mais permet surtout de constituer une protection contre ce que certains pays désignent sous le terme d'agression communiste ; il est notamment spécifié, en exécution du présent traité, que les États-Unis interviennent sous réserve expresse que cette intervention ne soit qu'une réponse à une agression ou à une attaque armée communiste ; s'il se manifeste quelque autre forme d'agression ou d'attaque armée qui mette en danger la paix dans cette région du globe, les États-Unis doivent avant toute action consulter les autres signataires,.
L'organisation formellement établie le 19 février 1955 devient l'une des dimensions de la politique de l'endiguement (« containment » en anglais) face au développement du communisme en Asie du Sud à la suite de la guerre d'Indochine. En raison des accords de Genève de 1954, la république du Viêt Nam, royaume du Cambodge et du royaume du Laos ne sont pas appelés à en faire partie ; toutefois, un protocole prévoit une protection militaire pour ces pays qui ont le statut d'observateurs. Le Cambodge et le Laos ont finalement renoncé à cette garantie.
Les Philippines se sont jointes en partie à cause de leurs liens étroits avec les États-Unis et, en partie, de leur préoccupation face à l'insurrection communiste des Hukbalahap puis de la Nouvelle Armée populaire menaçant son propre gouvernement. La Thaïlande, de la même façon, s'est jointe après la création d'une « Région autonome thaïlandaise » dans la province du Yunnan en Chine du Sud, exprimant sa préoccupation quant au potentiel de la subversion communiste chinoise sur son propre sol.
Le Canada contacté préféra se concentrer sur l’OTAN et l'Inde voulut garder sa neutralité.
Le siège de l'OTASE se trouvait sur l'avenue Ratchadamnoen (en) à Bangkok, en Thaïlande sur demande des États-Unis, les Britanniques ayant suggéré Singapour. Son budget en 1960 est de 900 000 dollars américains (7 778 065 dollars actuels).

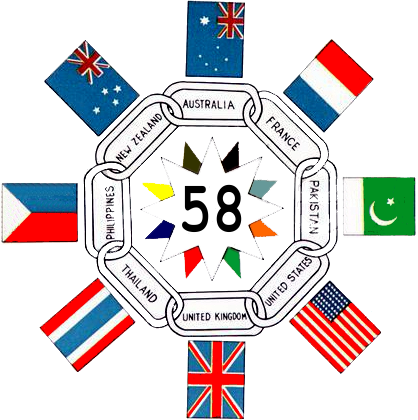
Emblème de l’exercice militaire Oceanlink de 1958 avec les drapeaux des huit pays membres de l’OTASE.

L'organisation, à vocation défensive, s'inspire largement du modèle de l'Organisation du traité de l'Atlantique nord (OTAN), mais a été beaucoup moins puissante étant donné la faiblesse militaire de certains pays membres, le fait qu'elle ne disposait pas d'unités en propre, la dispersion géographique de l'ensemble des éléments de l'Alliance et l'obligation d'unanimité des pays membres pour agir. Soulignant cet aspect de mission de défense qu'ont donnée au traité les pays membres, l'Office d'assistance spéciale existant au sein de l'OTASE prit, en 1970, le nom d'« Office de contre-subversion et de contre-insurrection ».
L'impact géopolitique de l'OTASE fut assez faible. Ainsi, l'alliance se garda d'intervenir dans la deuxième guerre indo-pakistanaise, la troisième guerre indo-pakistanaise et la guerre du Viêt Nam, le coût militaire de cette dernière incombant dans l'immense majorité aux seuls Américains et les autres membres de l'OTASE s'engageant à leur côté (Australie, Nouvelle-Zélande, Philippines, Thaïlande) le faisant à titre individuel. 
Une conférence à Canberra en 1957 fait du premier ministre thaïlandais Pote Sarasin le premier secrétaire général de l'OTASE. Les premières manœuvres de l'OTASE ont lieu en mai 1958. 
La non-intervention devant l'avancée du Pathet Lao durant la Guerre civile laotienne en 1960-1961 à la suite du refus d'une intervention militaire par les franco-britanniques malgré les plans proposés (on a envisagé de dépêcher une brigade américaine et une du Commonwealth pour protéger Vientiane) discréditent l'organisation. Les franco-britanniques obtiennent une garantie de neutralité définie par les principes de non-ingérence et de non-alignement dans les accords de Genève de 1962. Un cabinet d’union nationale fut constitué sous l’autorité du prince Souvanna Phouma, soutenu par la France et la Grande-Bretagne qui ne survécut pas à la fin de la guerre du Viet-Nam, qui vit le Pathet Lao s'emparer du pouvoir en 1975.  
Dès avril 1964, il est constaté publiquement les divergences de vues entre la France et les États-Unis sur le conflit vietnamien et le Royaume-Uni refuse les demandes américaines d'envoyer des troupes sur ce théâtre d'opérations qui commencent à partir de décembre 1964.
La France suspend sa participation militaire le 23 avril 1965, annonce le 28 mai 1965 son refus de soutenir l'intervention américaine au Viet-Nam et son retrait de l'état-major de l’OTASE, retire ses derniers fonctionnaires en 1968 et annonce en juin 1973 qu'elle arrête son financement en 1974.
Le Pakistan quitte l'OTASE et dénonce le pacte de Manille en 1972 à la suite de sa non-intervention lors de ses guerres avec l’Inde.
Après un allégement considérable de ses structures militaires en novembre 1973, la décision de sa dissolution est prise lors d'une réunion à New-York le 24 septembre 1975. 
Après un ultime exercice le 20 février 1976, l'OTASE fut dissoute le 30 juin 1977, après la fin de la guerre du Viêt Nam et le réchauffement des relations Est-Ouest mais le pacte de Manille subsiste en tant qu'instrument juridique et seul lien de sécurité entre les États-Unis et la Thaïlande.
Hors participation au financement direct de l’organisation, les pays membres firent des projets culturels, scientifiques et éducatifs qui eurent des effets à long terme. Le Royaume-Uni financera entre autres en partie en 1959 la création d'une école d'ingénieurs à Bangkok, la « SEATO Graduate School of Engineering » qui deviendra la Asian Institute of Technology. L'OTASE fondera également deux laboratoires de recherches sur le choléra, un à Bangkok et à un à Dhaka, le « Pakistan-SEATO Cholera Research Laboratory » devenant en 1978 le Centre international pour la recherche sur les maladies diarrhéiques, Bangladesh ainsi que vingt écoles d'apprentissage.

## Organisation

Organigramme en anglais du Conseil de l'OTASE.

Organigramme en anglais de la structure militaire de l'OTASE.

## Pays membres

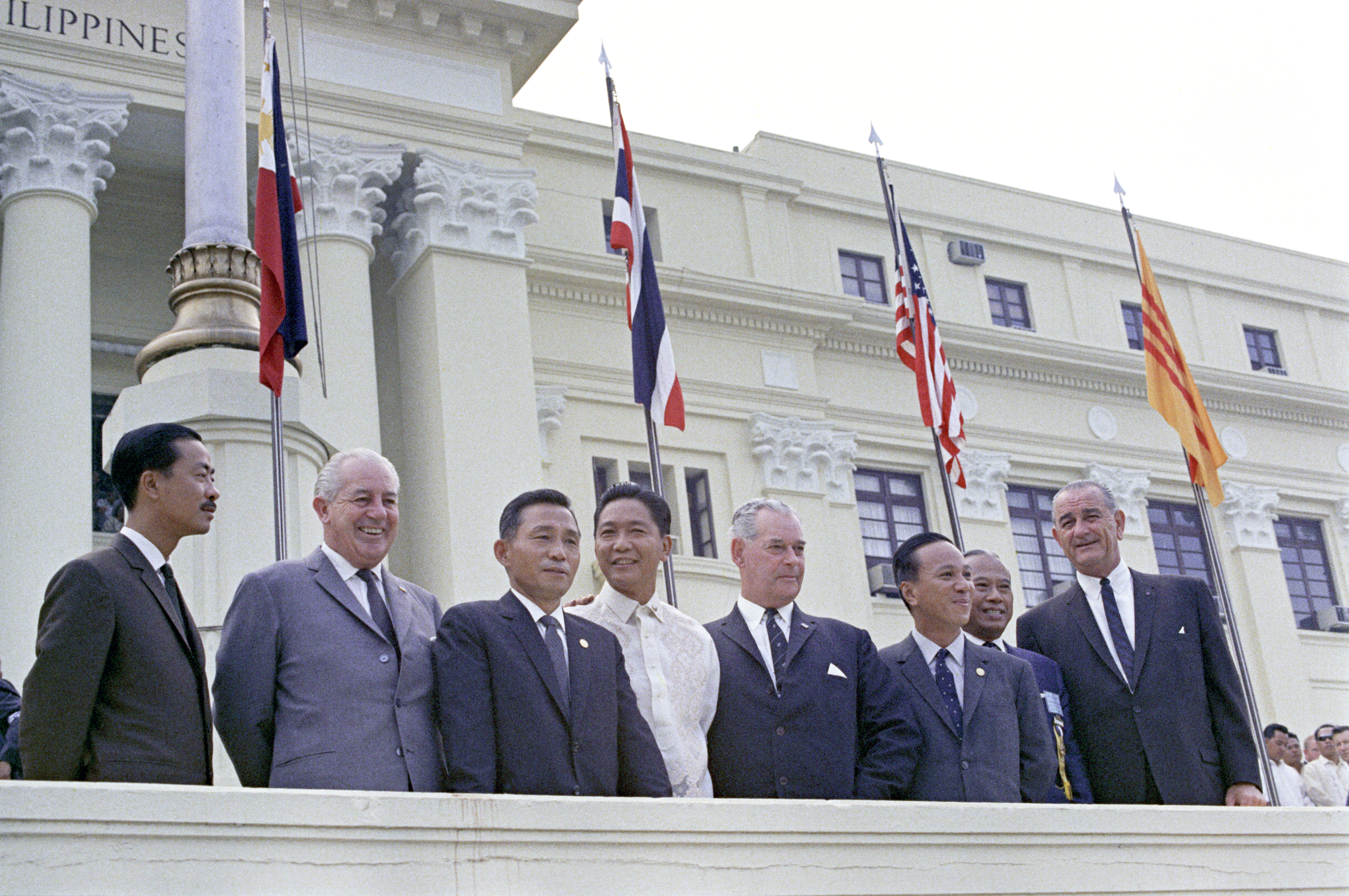
Conférence de l'OTASE en 1966 avec de gauche à droite : le Premier ministre de la République du Viêt Nam Nguyen Cao Ky, le Premier ministre d'Australie Harold Holt, le président de la Corée du Sud Park Chung Hee, le président des Philippines Ferdinand Marcos, le Premier ministre de Nouvelle-Zélande Keith Holyoake, le Lt. Gen. Nguyen Van Thieu, le Premier ministre de Thaïlande Thanom Kittikachorn, le président des États-Unis Lyndon B. Johnson.

| États membres    | Moyenne des contributions aux budgets civil et militaire entre 1958 et 1973 | Notes |
| ---------------- | --------------------------------------------------------------------------- | --- |
| États-Unis       | 25 %                                                                        | |
| Royaume-Uni      | 16 %                                                                        | 50 000 £ de budget en 1960, soit un millième des dépenses militaires britanniques en Asie. |
| France           | 13,5 %                                                                      | Annonce de la non-participation aux activités militaires le 23 avril 1965 ; annonce du retrait de l’état-major de l’OTASE le 28 mai 1965; retrait des derniers fonctionnaires en 1969 ; maintien d'un financement jusqu'en 1974. |
| Australie        | 13,5 %                                                                      | |
| Pakistan         | 8 %                                                                         | Retrait annoncé en 1972. |
| Philippines      | 8 %                                                                         | |
| Thaïlande        | 8 %                                                                         | |
| Nouvelle-Zélande | 8 %                                                                         | |

## Effectifs militaires en Asie du Sud
Voici les effectifs des forces armées en Asie du Sud en 1954 au sortir de la guerre d'Indochine ; le Corps expéditionnaire français en Extrême-Orient en cours de rapatriement est dissout le 28 avril 1956 et les forces du Commonwealth engagées contre l'insurrection communiste malaise qui compteront environ 40 000 hommes en 1960 ne sont pas comptabilisés :
| Pays         | Effectif approximatif              |
| ------------ | ---------------------------------- |
| Pakistan     | 180 000                            |
| Inde         | 425 000                            |
| Birmanie     | 46 000                             |
| Thaïlande    | 55 000                             |
| Philippines  | 40 000                             |
| Indonésie    | 160 000                            |
| Sud Viet-Nam | 180 000 (+ 60 000 paramilitaires)  |
| Laos         | 30 000                             |
| Cambodge     | 30 000                             |
| CEFEO        | 170 000                            |
| Vietminh     | 220 000 (+ 100 000 paramilitaires) |